# Вогняний берег
«Вогняний берег» — радянський художній фільм 1973 року, знятий режисером Учкуном Назаровим на кіностудії «Узбекфільм».

## Сюжет
У 1924 році, в перший рік встановлення Радянської влади в Хіві, на навчання до Москви вирушає група комсомольців — через степи та піски, де ще нишпорять басмацькі банди та розрізнені групи контрреволюціонерів.

## У ролях
- Хамза Умаров — Матназар Адамов
- Бахтійор Іхтіяров — Джаббаров
- Мурад Раджабов — Санджар
- Аїда Юнусова — Анабібі
- Ісамат Ергашев — Юнус
- Яхйо Файзуллаєв — Пірджан
- Лариса Єрьоміна — Катя
- Турсун Імінов — Сабір
- Раджаб Адашев — Фахри
- Джамал Хашимов — Матякуб
- Артик Джаллиєв — Махрам
- Раззак Хамраєв — Ішан
- Санат Діванов — бай
- Набі Рахімов — мула
- Лола Бадалова — мати
- Ділором Камбарова — Гульчінор
- Ульмас Аліходжаєв — Даврон-Клич
- Шаріф Кабулов — Похмурий
- Ташходжа Ходжаєв — епізод
- А. Атакулов — епізод
- Джавлон Хамраєв — епізод
- Рустам Тураєв — епізод
- К. Туйчієв — епізод
- Ю. Хакімов — епізод
- А. Мухамедов — епізод
- Фаріда Ходжаєва — мати
- Максуд Атабаєв — епізод
- М. Неїзметов — епізод
- К. Полванов — епізод
- З. Латипов — епізод
- М. Алімов — епізод
- Уткур Ходжаєв — епізод
- Р. Хакімов — епізод
- Анвар Кенджаєв — епізод
- В. Бережнов — епізод

## Знімальна група
- Режисер — Учкун Назаров
- Сценаристи — Дмитро Васіліу, Учкун Назаров
- Оператор — Машкур Мухамедов
- Композитор — Руміль Вільданов
- Художник — Садріддін Зіямухамедов